# Šmu'el Toledano
Šmu'el Toled'ano (hebrejsky שמואל טולידאנו‎, 16. ledna 1921 – 30. prosince 2022) byl izraelský politik, poslanec Knesetu za strany Daš a Šinuj.

## Biografie
Narodil se ve městě Tiberias. Vystudoval vyšší školu v Safedu. Zapojil se do židovských jednotek Hagana, kde působil jako důstojník a byl uvězněn v Latrunu. Později v letech 1949–1952 sloužil v izraelské armádě, kde dosáhl hodnosti majora (Rav Seren). V letech 1953–1976 byl jedním z předních členů bezpečnostní služby Mosad.

## Politická dráha
V letech 1960–1977 byl členem strany Mapaj. V izraelském parlamentu zasedl po volbách v roce 1977, do nichž šel za stranu Daš. Stal se členem parlamentního výboru pro zahraniční záležitosti a obranu a výboru House Committee. Předsedal výboru pro státní kontrolu. V průběhu volebního období se poslanecký klub Daš rozpadl a Toled'ano přešel do formace Šinuj. Ve volbách v roce 1981 mandát neobhájil. V roce 1983 opustil stranu Šinuj a vstoupil do levicové strany Mapam.